# 华盖木
华盖木（学名：Pachylarnax sinica），为木兰科厚壁木属下的一个种。目前仅分布在中国云南西畴县、马关县和金平县。为中国国家一级保护植物。
其种加词sinica，意为“中华的”。

## 繁殖
华盖木花期4月下旬, 果期9–11月, 每隔1-2年开花1次，种子繁殖是华盖木的主要繁殖途径。然而种子含有萌发抑制物, 具休眠特性, 不易萌发。